# Ronnie Gene Blevins
Ronald Gene „Ronnie“ Blevins (* 20. Juni 1977 im Harris County, Texas) ist ein US-amerikanischer Schauspieler. Er hat sich als Charakterdarsteller von zumeist bösen Charakteren in Hollywood etabliert.

## Frühe Jahre und Karriere
Ronnie Gene Blevins stammt aus dem Harris County, im Südosten des US-Bundesstaates Texas, und ist seit 2001 als Schauspieler in Film und Fernsehen aktiv. Nach dem Abschluss der High School und des Colleges in Texas zog er im Alter von 22 Jahren nach Los Angeles, wo er zunächst etwa ein Jahrzehnt lang Schauspielunterricht nahm. 2009 produzierte und schrieb er den Independent-Film American Cowslip in dem neben ihm in der Hauptrolle des Ethan Inglebrink auch Schauspielgrößen wie Val Kilmer, Diane Ladd, Rip Torn, Cloris Leachman,  Bruce Dern und Peter Falk zu sehen waren. Für letzteren bedeutete dieses Engagement die letzte Rolle in seiner Karriere. Blevins lernte eigenen Angaben zufolge eine Menge von ihm. Bekanntheit erlangte er aber schließlich vor allem durch seine Rollen als Baufahrzeugfahrer in Christopher Nolans The Dark Knight Rises aus dem Jahr 2012 und als Willie–Russell im Film Joe – Die Rache ist sein von David Gordon Green aus dem Jahr 2013. Weitere Filmauftritte umfassen etwa A.I. – Künstliche Intelligenz, 7 Psychos, Jobs, Savaged, The Perfect Guy oder Death Wish.
Auch im US-Fernsehen ist Blevins, insbesondere in Gastrollen, regelmäßig zu sehen, so etwa in Over There – Kommando Irak, Californication, Lincoln Heights, Emergency Room – Die Notaufnahme, Sons of Anarchy, The Shield – Gesetz der Gewalt, Navy CIS, CSI: Vegas, Lass es, Larry!, Numbers – Die Logik des Verbrechens, The Forgotten – Die Wahrheit stirbt nie, True Blood, Medium – Nichts bleibt verborgen, Southland, Lie to Me, Justified, CSI: NY, Hawaii Five-0, The Mentalist, Vegas, Intelligence, Shameless, Criminal Minds, Marvel’s Agents of S.H.I.E.L.D. Kingdom, Scorpion, True Detective, Murder in the First, Lucifer, Bones – Die Knochenjägerin, Twin Peaks, MacGyver, Code Black oder Westworld. Bis heute bringt er es auf annähernd 100 Film- und Fernsehproduktionen, an denen er beteiligt war.

## Persönliches
Blevins ist auf dem linken Auge blind und auf einem Ohr taub aufgrund eines Cholesteatoms. Wegen beider Beschwerden befindet er sich in medizinischer Behandlung. Er ist mit der Schauspielerin Veronica Burgess verheiratet. Am 18. August 2016 kam der gemeinsame Sohn Leo zur Welt.

## Filmografie (Auswahl)
- 2001: A.I.: Künstliche Intelligenz (A.I. Artificial Intelligence)
- 2002: Better Luck Tomorrow
- 2003: Eiderdown Goose
- 2004: Black Tie Nights (Fernsehserie, Episode 1x06)
- 2004: The Affair
- 2005: Guilty or Innocent? (Fernsehserie, Episode 1x12)
- 2005: Over There – Kommando Irak (Over There, Fernsehserie, Episode 1x09)
- 2005: Freezerburn
- 2006: Mind of Mencia (Fernsehserie, Episode 2x09)
- 2006: Look @ Me
- 2007: Californication (Fernsehserie, Episode 1x09)
- 2007: Lincoln Heights (Fernsehserie, Episode 2x08)
- 2007: Emergency Room – Die Notaufnahme (ER, Fernsehserie, Episode 14x06)
- 2008: Schatten der Leidenschaft (The Young and the Restless, Fernsehserie, eine Episode)
- 2008: A Beautiful Life
- 2008: The Cleaner (Fernsehserie, Episode 1x06)
- 2008: Night Life (Fernsehfilm)
- 2008: Sons of Anarchy (Fernsehserie, Episode 1x08)
- 2008: The Shield – Gesetz der Gewalt (The Shield, Fernsehserie, Episode 7x09)
- 2009: Navy CIS (NCIS, Fernsehserie, Episode 6x19)
- 2009: CSI: Vegas (CSI: Crime Scene Investigation, Fernsehserie, Episode 9x23)
- 2009: American Cowslip (auch Drehbuch und Produktion)
- 2009: Saving Grace (Fernsehserie, Episode 3x08)
- 2009: Lass es, Larry! (Curb your Enthusiasm, Fernsehserie, Episode 7x06)
- 2009: Numbers – Die Logik des Verbrechens (Numb3rs, Fernsehserie, Episode 6x07)
- 2009–2011: Southland (Fernsehserie, 3 Episoden)
- 2010: The Forgotten – Die Wahrheit stirbt nie (The Forgotten, Fernsehserie, Episode 1x17)
- 2010: True Blood (Fernsehserie, 2 Episoden)
- 2010: Medium – Nichts bleibt verborgen (Medium, Fernsehserie, 2 Episoden)
- 2010: Lie to Me (Fernsehserie, Episode 3x05)
- 2011: Justified (Fernsehserie, Episode 2x06)
- 2011: CSI: NY (Fernsehserie, Episode 7x20)
- 2011: Area Q
- 2011: Hawaii Five-0 (Fernsehserie, Episode 2x08)
- 2012: Kiss the Abyss
- 2012: The Mentalist (Fernsehserie, Episode 4x12)
- 2012: Commander and Chief
- 2012: The Dark Knight Rises
- 2012: 7 Psychos
- 2012: Least Among Saints
- 2012: Dark Canyon
- 2012: Vegas (Fernsehserie, Episode 1x09)
- 2013: Jobs
- 2013: Samuel Bleak
- 2013: Past God
- 2013: To Hell with a Bullet
- 2013: Joe – Die Rache ist sein (Joe)
- 2013: The Hunted
- 2013: Savaged
- 2014: Intelligence (Fernsehserie, Episode 1x06)
- 2014: Shameless (Fernsehserie, Episode 4x10)
- 2014: Criminal Minds (Fernsehserie, Episode 9x20)
- 2014: Small Time
- 2014: Suburban Gothic
- 2014: Marvel’s Agents of S.H.I.E.L.D. (Fernsehserie, Episode 2x05)
- 2014: Hot Bath an’ a Stiff Drink
- 2014: Kingdom (Fernsehserie, 4 Episoden)
- 2014: Scorpion (Fernsehserie, Episode 1x11)
- 2014: Then There Was
- 2015: Uncle John
- 2015: True Detective (Fernsehserie, 3 Episoden)
- 2015: Murder in the First (Fernsehserie, Episode 2x07)
- 2015: The Perfect Guy
- 2016: Losing in Love
- 2016: Trash Fire
- 2016: Texas Heart
- 2016: Rush Hour (Fernsehserie, Episode 1x11)
- 2016: The Neighbor: Das Grauen wartet nebenan (The Neighbor)
- 2016: Within
- 2016: Lucifer (Fernsehserie, Episode 2x07)
- 2016: A Mermaid’s Tale
- 2017: Bones – Die Knochenjägerin (Bones, Fernsehserie, Episode 12x09)
- 2017: Jonny’s Sweet Revenge
- 2017: Twin Peaks (Fernsehserie, Episode 1x06)
- 2017: The Hatred
- 2017: MacGyver (Fernsehserie, Episode 2x02)
- 2017: Cops and Robbers
- 2018: Death Wish
- 2018: Code Black (Fernsehserie, Episode 3x05)
- 2018: Westworld (Fernsehserie, 2 Episoden)
- 2018: Lethal Weapon (Fernsehserie, Episode 3x03)
- 2019: Back Fork
- 2019: The Wave – Deine Realität ist nur ein Traum (The Wave)
- 2021: Conjuring 3: Im Bann des Teufels (The Conjuring: The Devil Made Me Do It)
- 2021: What Josiah Saw
- 2022: Dog
- 2022: Playing Through
- 2022: Emancipation
- 2024: Lady in the Lake (Miniserie)